# Стригова (Козарска Дубица)
Стригова је насељено мјесто у општини Козарска Дубица, Република Српска, БиХ. Према попису становништва из 1991. у насељу је живјело 354 становника.

## Историја
Срби из Стригова су 1909. године дошли на костајничку жељезничку станицу по звона, наручена за њихову православу цркву. Возили су их на воловским колима, украшене српским тробојкама. Линч који је услиједио од стране франковачке руље и полиције лично је гледао католик Томислав Томљеновић, адвокат и кр. јавни биљежник у Костајници, који је извјештај о томе посало загребачким новинама Србобран. Због тог извјештаја Томљеновић је имао великих проблема: неколико стотина напада на њега и његову породицу, у служби, пред областима, у новинама, на улици...

## Географија
Налази се на путу између мјеста Кнежице и Костајнице. Стригова је највеће село у општини Козарска Дубица.

## Становништво
| Демографија | Демографија | Демографија |
| Година      | Становника  | Становника  |
| ----------- | ----------- | ----------- |
| 1948.       | 1.024       |             |
| 1953.       | 958         |             |
| 1961.       | 858         |             |
| 1971.       | 647         |             |
| 1981.       | 525         |             |
| 1991.       | 354         |             |

## Знамените личности
- Здравко Мандић, српски сликар акварелиста
- Миле Тубић, народни херој Југославије
- Бранко Тубић, народни херој Југославије